# مسائي (بيولوجيا)
مسائي (بالإنجليزية: Vespertine) مصطلح يستعمل في البيولوجيا من اجل الدلالة على ما يتعلق أو يحدث في المساء. في علم النبات، زهرة مسائية، هي زهرة التي تتفتح في المساء. في علم الحيوان، يستعمل المصطلح للمخلوقات التي تكون ناشطة في المساء، كالبوم والخفاش. توصف الحيوانات المسائية أحياناً بالروامس، إلا أن هذا الوصف ليس دقيق بشكل قاطع.
تشتق الكلمة "Vespertine" من الكلمة اللاتينية "Vesper"، والتي تعني مساء. كلمة تستعمل بشكل مرادف لمسائي هي «شفقي». ولكن - من اجل الدقة- الشفقية تكون أول الصباح وأول المساء والمسائية تكون عند المساء فقط.